# Бейсен Онтаєва
Бейсе́н Онта́єва (каз. Бейсен Оңтаев) — село у складі Ордабасинського району Туркестанської області Казахстану. Входить до складу Карааспанського сільського округу.
До 2006 року село називалось Бейсен.
Населення — 374 особи (2021; 337 у 2009, 297 у 1999, 198 у 1989).